# Cison di Valmarino
Cison di Valmarino (Cisón in veneto) è un comune italiano di 2 283 abitanti della provincia di Treviso in Veneto.
Fa parte dei borghi più belli d'Italia e dal 2019 si fregia del marchio di qualità turistico-ambientale della Bandiera arancione conferita dal Touring Club Italiano.

## Geografia fisica

### Territorio
Il comune copre un'area di 28,81 km² ad un'altitudine di 261 m s.l.m.
Si trova verso la fine della Vallata (chiamata anche Valsana), la vallata che da Vittorio Veneto arriva a Follina seguendo il corso del Soligo, chiusa a nord dalle Prealpi Bellunesi e a sud dalle Colline Trevigiane e dal Quartier del Piave.
Il suo territorio fa parte della DOCG le Colline Unesco patrimonio dell'umanità del Prosecco e dell'Unione montana Prealpi Trevigiane.
Confina a nord con la provincia di Belluno (con il nuovo comune di Borgo Valbelluna), a est con Revine Lago e Tarzo, a sud-est con Refrontolo, a sud con Pieve di Soligo e a ovest con Follina.
Dista circa 45 km da Treviso e 13 da Vittorio Veneto.

## Origini del nome
Cison è un accrescitivo di cesa, cisa "siepe", "selva cedua", ma anche "terreno disboscato".
Valmarino, che è stato aggiunto alla denominazione ufficiale con R.D. 10 novembre 1867, n. 4098, ricorda l'antico ruolo del paese come sede della contea di Valmareno; esso è un composto di valle e mara, molto diffuso nella toponomastica veneta per indicare un luogo acquitrinoso (dal gallico marra).

## Storia

### Preistoria
Fu certamente abitata fin dalla preistoria come testimoniano i ritrovamenti paleolitici a Follina, mesolitici a Valmareno e frammenti embrici dell'età del bronzo.

### L'età antica
Pochi sono i reperti che testimoniano la presenza umana nel periodo precristiano. Forse in età romana di qui passava la via Claudia Augusta Altinate che collegava Altino alla Germania attraverso l'attuale passo di Resia. L'arteria, fondamentale sia dal punto di vista civile che militare, in questa zona valicava il passo di Praderadego e raggiungeva la Valbelluna.

### Il medioevo
Degli abitati stabili dovettero svilupparsi solo durante le invasioni barbariche (a questo periodo risale il primo nucleo del castello di Cison, poi sede della signorie locali) e in particolare sotto il dominio dei Longobardi, la cui influenza era molto forte vista la vicinanza alla sede del Ducato di Ceneda. Secondo la tradizione, proprio allora fu costituito il feudo della Valmareno che, oltre a Cison, comprendeva anche le attuali Miane e Follina; sarebbe stato poi concesso ai vescovi di Ceneda dalla regina Teodolinda (fine VI secolo) e rimase sotto la loro autorità sia sotto il Regno dei Franchi, che durante il Sacro Romano Impero.
Attorno all'XI secolo, ai vescovi succedettero le famiglie nobiliari. Il feudo passò ai conti di Porcia e, in seguito al matrimonio tra Sofia di Colfosco e Guecello Da Camino (XII secolo), ai Caminesi. Quando morì senza eredi Rizzardo VI, ultimo dei Caminesi "di Sopra" (1335), il territorio passò per un breve periodo di nuovo ai vescovi, i quali infine lo diedero alla Repubblica di Venezia.

### La Serenissima
Solo nel 1421, tuttavia, Venezia poté imporre definitivamente la propria podestà a causa di una serie di eventi, come le rivendicazioni da parte dei Da Camino.

Il 18 febbraio 1436 il doge Francesco Foscari affidò il territorio a Erasmo da Narni (meglio conosciuto come Gattamelata) e Brandolino da Bagnacavallo, noti condottieri che combatterono per la causa di Venezia. Tuttavia i conti erano costretti a pagare una gravosa tassa per i diritti feudali, sicché nel 1439 il primo rinunciò ai suoi diritti cedendo tutta la signoria al secondo. I suoi discendenti, detti Brandolini e in seguito Brandolini D'Adda, tennero la Valmareno sino al 1797, quando la Serenissima cadde per mano di Napoleone.

### Dall'Ottocento al fine Novecento
Cison seguì le sorti di tutto il Veneto e, dopo essere passata dai francesi agli austriaci e viceversa, fu definitivamente austriaca divenendo parte del Regno Lombardo Veneto. Dal 1866 fu comune del Regno d'Italia.

### Oggi
Cison di Valmarino resta un borgo incantato meritevole di essere ammirato in tutte le stagioni grazie alle sue numerose manifestazioni che lo riempiono di turisti da tutta Italia.

### Simboli
Lo stemma comunale e il gonfalone sono stati concessi con decreto del presidente della Repubblica n. 5121 del 12 ottobre 1987.
Lo stemma comunale ha origine antica e lo si ritrova scolpito su una lapide, realizzata nel 1647, presente sulla facciata dell'antico teatro di Cison.
Il gonfalone è un drappo partito di bianco e di rosso.

## Monumenti e luoghi d'interesse

### Architetture religiose

#### Chiesa dei santi Giovanni Battista e Maria Assunta

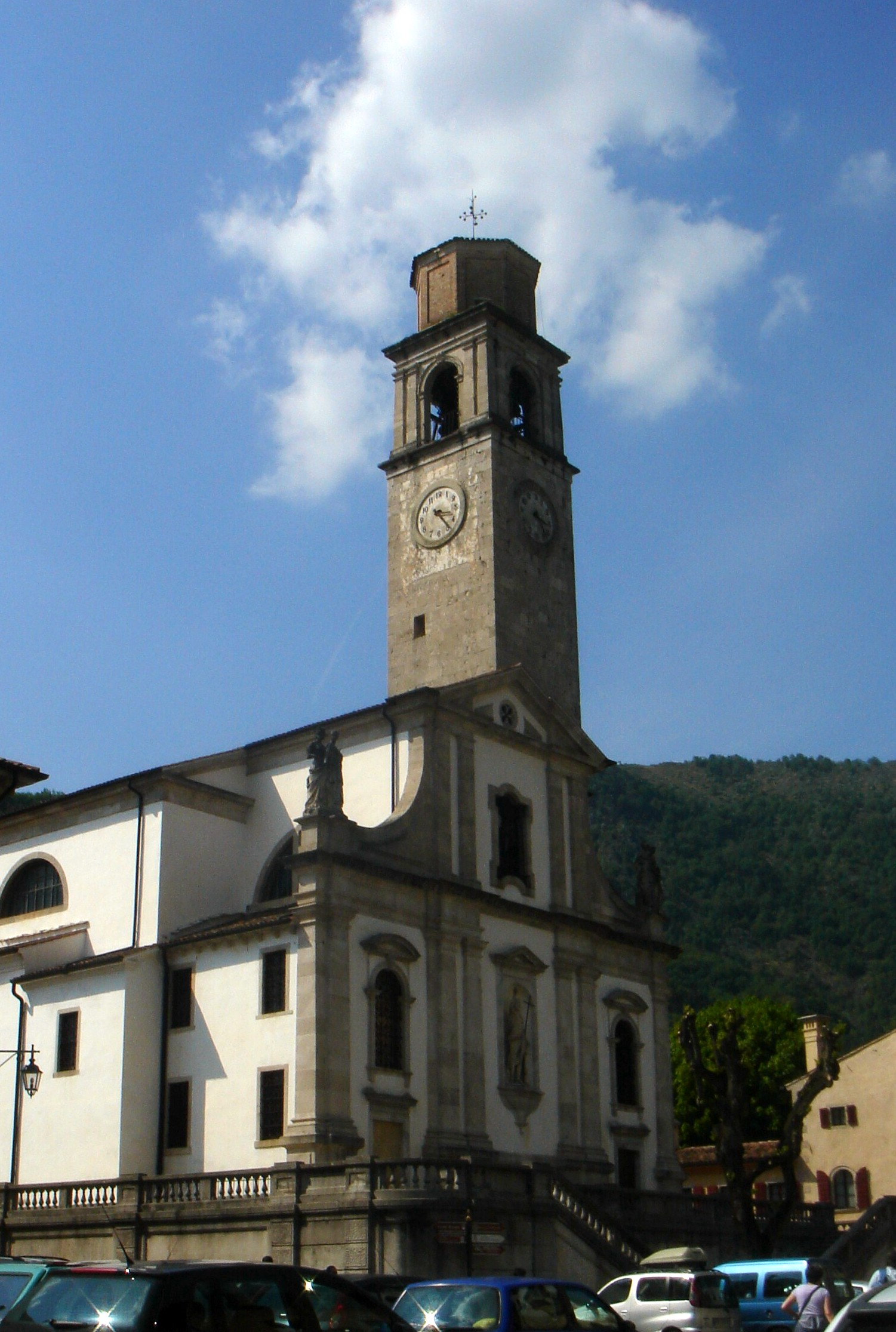
La chiesa e il campanile di Cison.

Si tratta di una pieve antichissima: un documento del 1170 asserisce che già allora era parrocchia. L'attuale chiesa fu iniziata nel 1683, completata attorno al 1740 e consacrata il 31 maggio 1746 dal vescovo Lorenzo Da Ponte.
All'interno, a navata unica, si trovano statue di Marco Casagrande e, presso l'altare maggiore, due angeli di Antonio Bianchi. Di Egidio Dall'Oglio, pittore locale, sono un'Assunzione (copiata da una pala del Piazzetta ora conservata al Louvre) e una Nascita e morte del Battista.

### Architetture civili

#### Palazzo di Montalbano
La costruzione era deputata all'esercizio di attività politico-amministrative di Cison e conservò questo ruolo per secoli nonostante la presenza del castello. Quando nel 1337, il vicario generale del vescovo di Ceneda, Piero de Moxo, investe del feudo di Valmareno, i Caminesi Gerardo e Rizzardo tramite il loro procuratore Gaiacino di Aicardo, ha luogo una particolare cerimonia di consegna delle chiavi del feudo. La cerimonia si ripete tre volte, una presso il Castello di Costa di Cison, una presso la casa chiamata “Mons Albanus” ed una presso la Chiesa Parrocchiale dei SS. Maria e Giovanni. Questo testimonia che il Palazzo di Montalbano era politicamente importante,  paragonabile in termini giuridici e simbolici, alla Chiesa Parrocchiale ed al presidio militare del Castello. Quando nel 1349 il Castello e la curia di Valmareno sono venduti a Marin Faliero, costui affida ad un capitano la sorveglianza militare e ad un Gastaldo l'amministrazione civile (con i compiti di riscossione di rendite, decime, mude, e l'amministrazione della giustizia anche criminale). Il Gastaldo,  notaio Enrico della Valmareno ha l'obbligo di abitare nel “Palacium” di Montalban e di curarne la manutenzione. Il palazzo di Montalbano è stato distrutto quasi certamente dalle truppe di Francesco da Carrara, 200 padovani che nel mese di febbraio del 1383 stazionano nella valle per tre giorni e bruciano tutte le case assediando il Castello di Costa e andandosene solo dopo averne distrutto la porta e i belfredi

#### Loggia

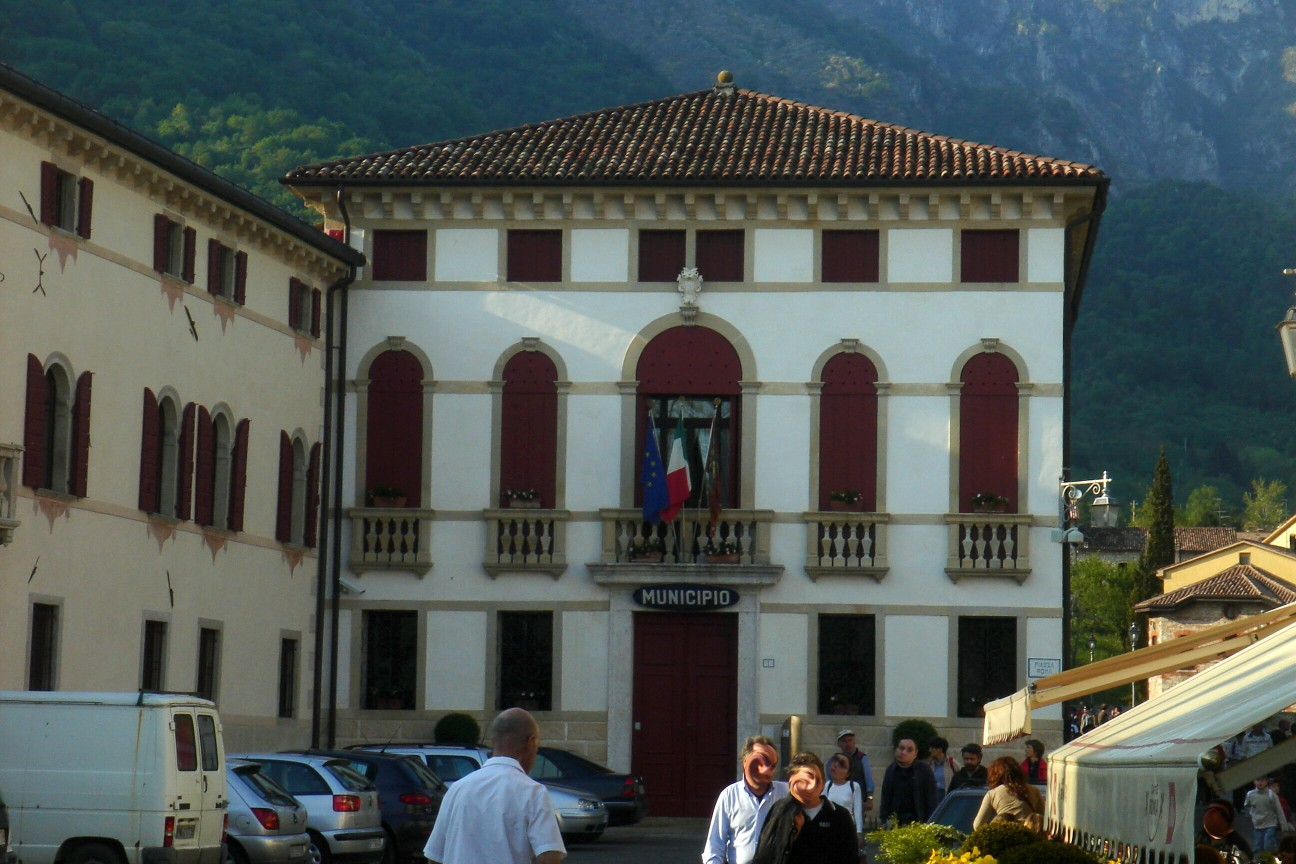
Il municipio.

Già da fine Duecento su un lato della piazza è attestata la presenza di strutture provvisorie e mobili (una tenda o una tettoia in legno) per l'espletamento degli atti amministrativi, queste strutture diventate col tempo solide strutture in muratura che assumono il nome di “loggia”. Così com'è oggi la Loggia:
“Luogo deputato all'esercizio del potere feudale e allo scontro politico, la cancelleria. Nel 1599 gli abitanti di Cison e delle altre 11 regole del feudo di Valmareno, richiedono che gli statuti delle leggi fossero tradotti dal latino e pubblicati, la loro richiesta ebbe seguito nell'anno 1600.
Viene costruita tra 1647 e 1648 su progetto dell'architetto Michel Zambianco di Farra di Soligo oltre che da centro amministrativo, doveva funzionare da tribunale, dove, tre giorni alla settimana, il podestà coadiuvato dal cancelliere doveva rendere giustizia penale e civile. Ai piani superiori aveva la sua residenza il Cancellier e il Cavalier di corte; nei sotterranei c'erano le carceri. È nella sala delle udienze, riservata alle riunioni dei “dodeci”. 

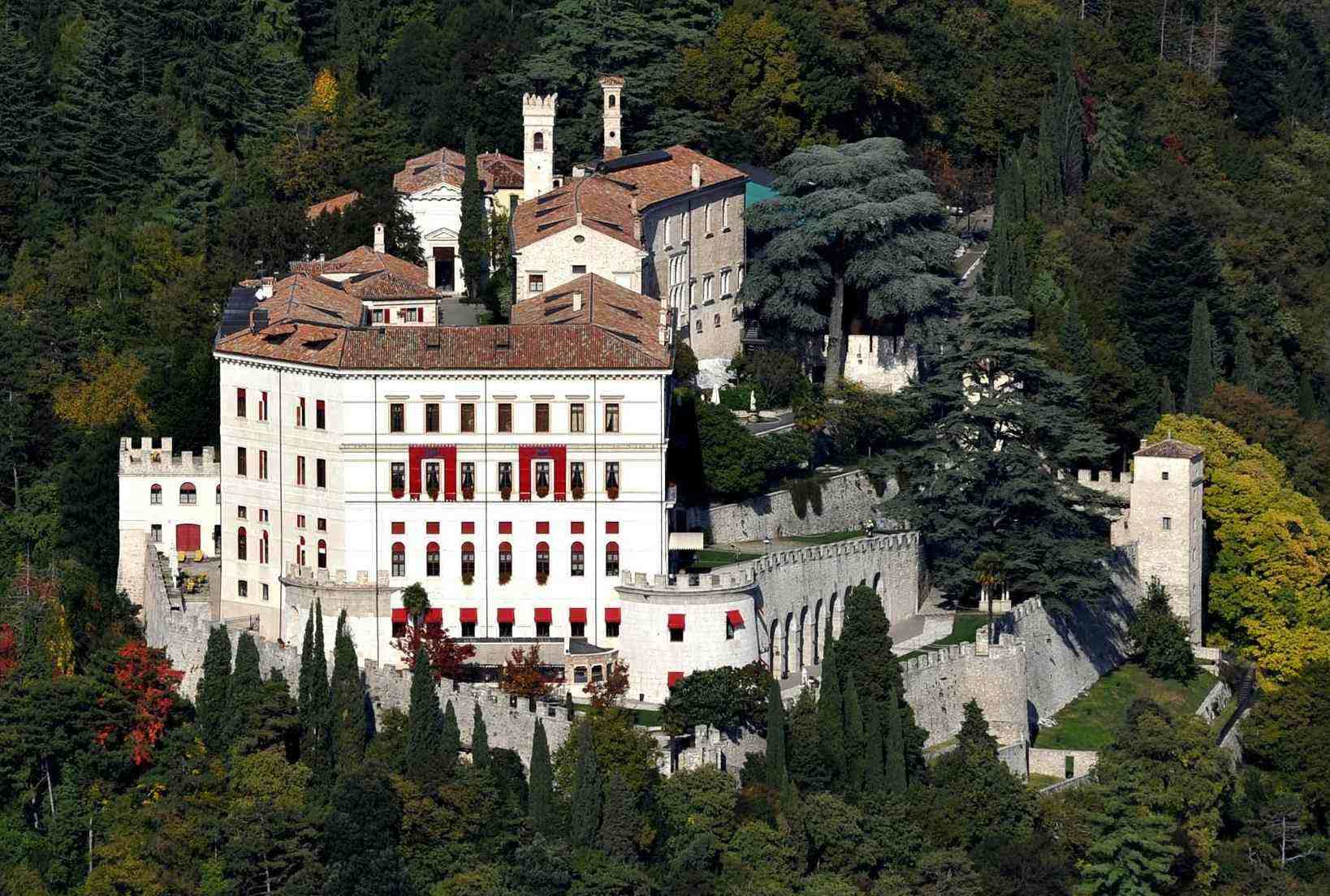
Castello di Cison

Nel 1653, in un momento di grave tensione politica tra i comuni e il podestà Piccoli, questi tiene sotto sequestro i dodici rappresentanti per molte ore, minacciandoli “di voler far alla peggio” e aggiungendo che gli abitanti del feudo “sino allora havevano bevuto vin dolce, ma che in avvenire volevano farli bever vin garbo, di quel bestiale, et voglio mortificarvi tutti”. 
Inoltre la piazza si trasformava, all'occorrenza, in triste palcoscenico per le esecuzioni delle condanne a morte, in verità non molte.

#### Castello
Oggi noto anche come Castelbrando, è la fortezza che si erge sopra il paese e le sue aree rurali e industriali, dominando l'intera vallata.

### Aree naturali

#### Platano monumentale
Nel giardino di Villa Brandolini sorge un grande Platanus orientalis, la cui circonferenza è di 6,2 metri, per un'altezza di 28; è classificato nella lista dei circa 22.000 alberi monumentali italiani tutelati dalla guardia forestale e uno dei 16 dislocati in provincia di Treviso.

#### Cedro del Libano monumentale
Nell'area del Castello sorge un grande Cedrus libani, la cui circonferenza è di 5,2 metri, per un'altezza di 22; è classificato nella lista dei circa 22.000 alberi monumentali italiani tutelati dalla guardia forestale e uno dei 16 dislocati in provincia di Treviso.

#### Bosco delle Penne Mozze
Il Bosco delle Penne Mozze è un'area naturale e protetta compresa tra le Prealpi Trevigiane e il sistema collinare dell'Alta Pianura Trevigiana nel comune di Cison di Valmarino.
Gli alpini hanno posto al suo interno oltre 2000 stele (opera dello scultore Simon Benetton) che rappresentano gli alpini trevigiani morti durante tutte le guerre, annualmente celebrano una messa in ricordo di questi alpini. Deriva da questo il nome "penne mozze".

## Società

### Evoluzione demografica
Abitanti censiti

### Etnie e minoranze straniere
.Al 31 dicembre 2023 gli stranieri residenti nel comune erano 233, ovvero il 9,5% della popolazione. I gruppi più numerosi sono i seguenti:
1. Marocco 71
2. Romania 32
3. Albania 21
4. Macedonia del Nord 18
5. Senegal 14

### Dialetto
A Cison di Valmarino, oltre all'italiano, è parlato il veneto nella sua variante settentrionale, con marcate influenze bellunesi.

## Economia
Sin dal XVI secolo i Brandolini intrapresero una politica volta al potenziamento economico del feudo, intrattenendo rapporti commerciali con il Trevigiano, il Bellunese, il Friuli e la stessa Venezia. Negli anni venti del Settecento si tentò di introdurre la produzione di tessuti di qualità che imitassero le tipologie straniere. Più volte, inoltre, si cercò di istituire un mercato stabile nella contea. Ampiamente documentate sono le attività artigianali e industriali, dalla lavorazione di lana e seta alla presenza di vari opifici (mulini, folli, segherie, fucina, fornaci), in gran parte mossi da un complesso sistema di canalizzazione. Il ruolo predominate dei conti nella vita economica e sociale di Cison era ben presente ancora nell'Ottocento, essendo ancora proprietari di gran parte dei terreni e degli opifici. In questo senso, si ricorda il ruolo di Luigi Alpago Novello, giovane medico condotto noto per le denunce rivolte contro i Brandolini, accusati di non curarsi della salute dei mezzadri.
Sull'esempio delle latterie bellunesi, nel 1882 fu aperta una latteria sociale con cui gestire al meglio questo genere di economia.
Fra le due guerre, il settore primario è rappresentato ancora da un'agricoltura di sussistenza, basata sull'allevamento, la viticoltura e lo sfruttamento dei boschi. Le donne erano in gran parte occupate stagionalmente nelle filande. Come tutta la zona, tuttavia, molti abitanti furono costretti a trovare lavoro altrove, specie nella zona del Triangolo Industriale e nell'Europa centrale.

## Geografia antropica

### Frazioni

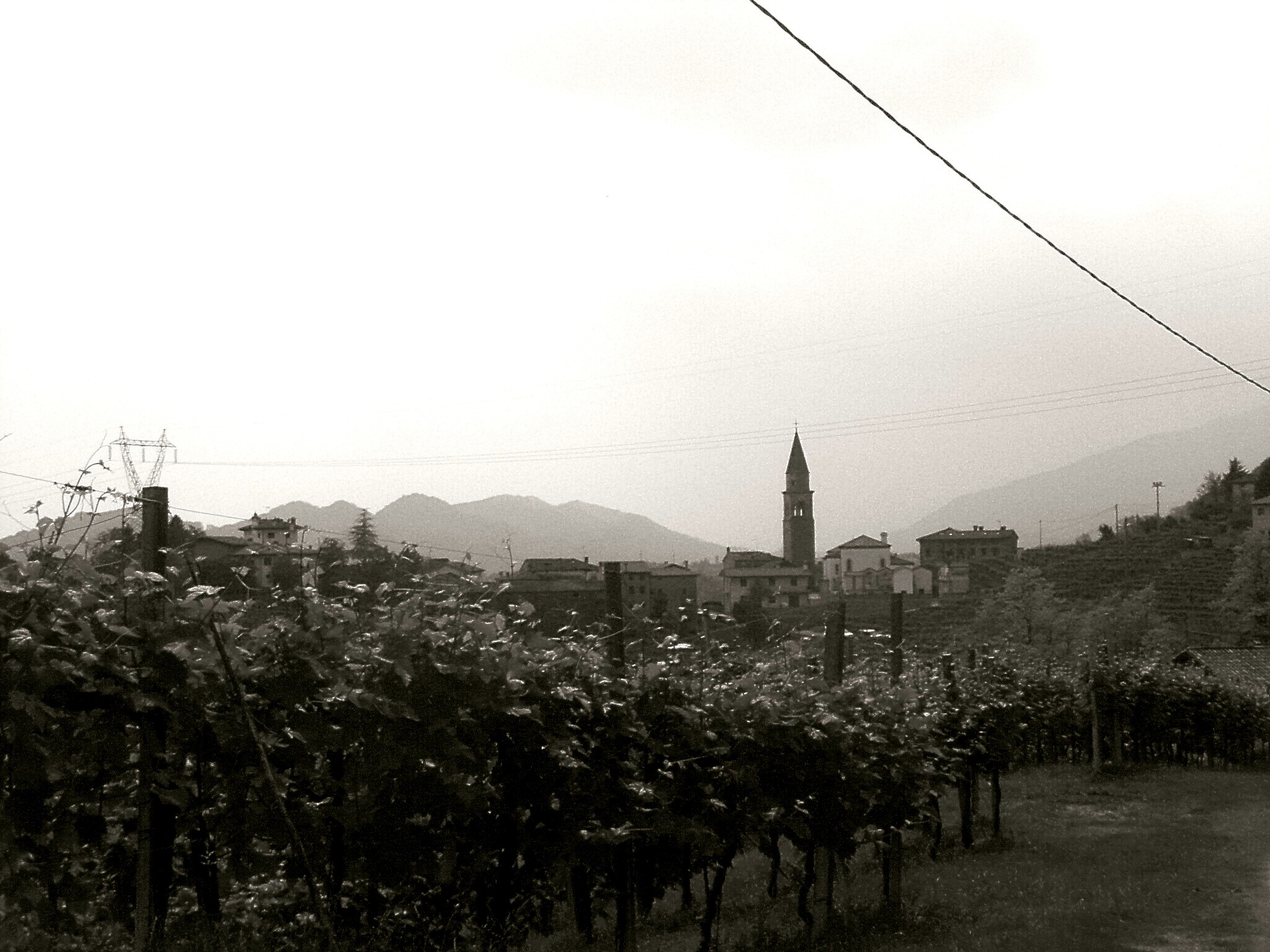
Veduta di Rolle
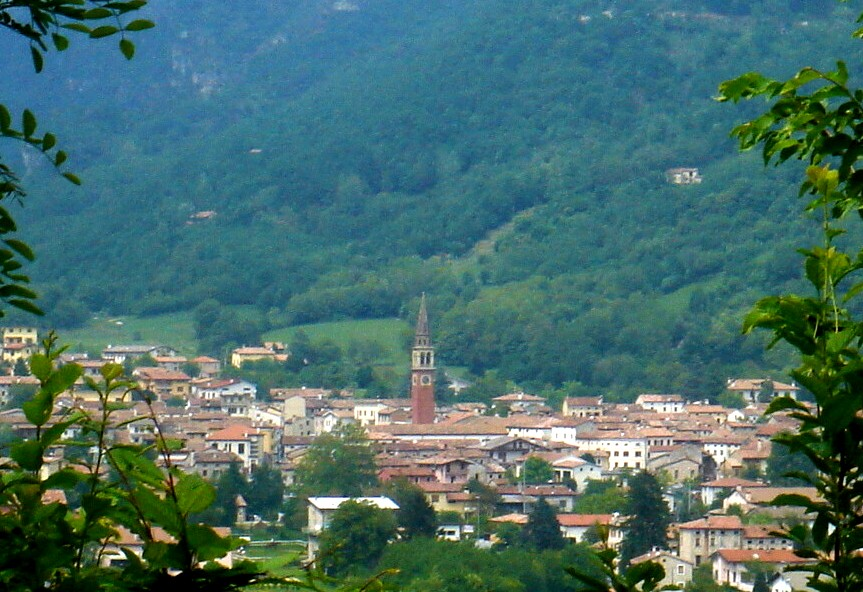
Panorama del centro di Tovena
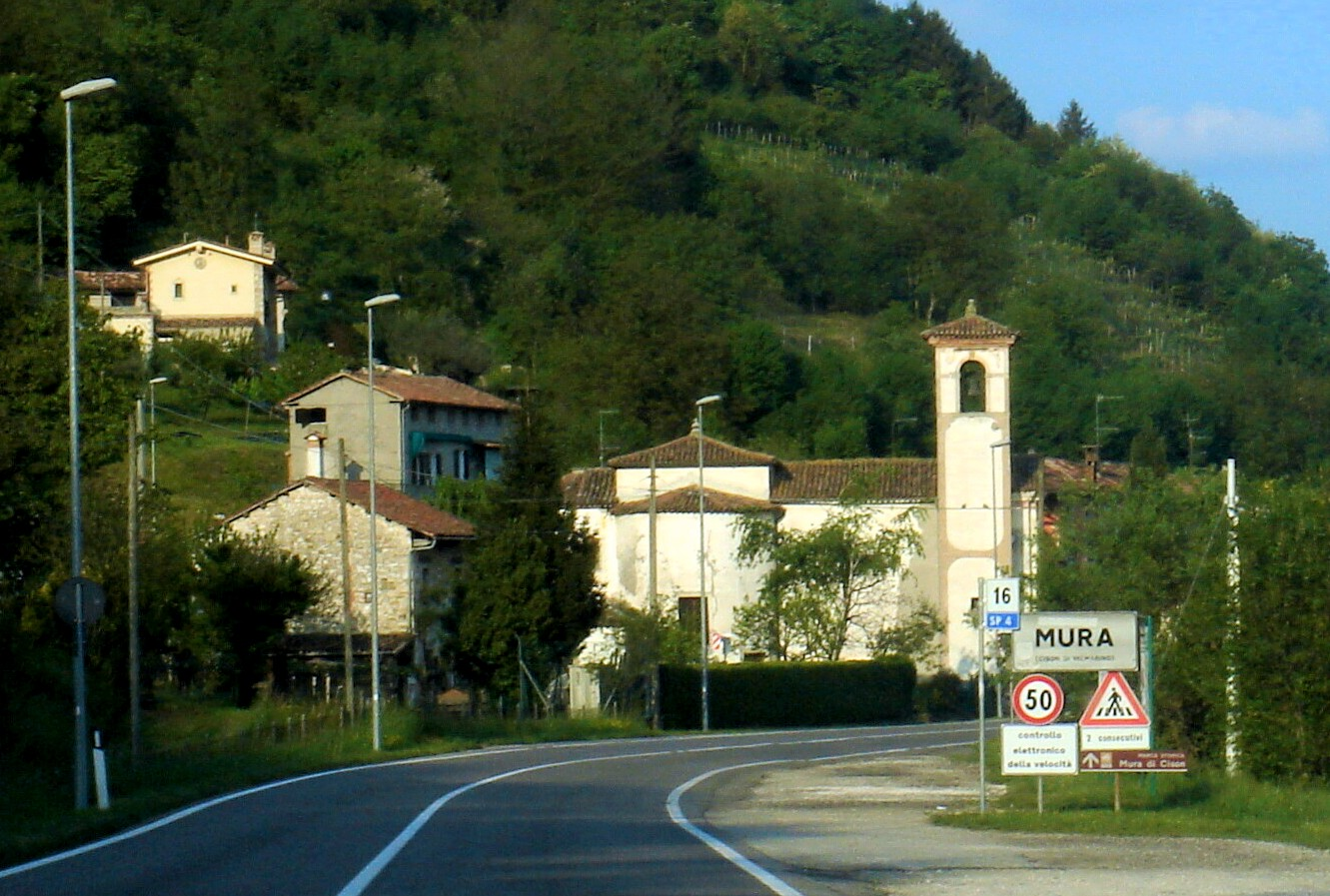
Mura
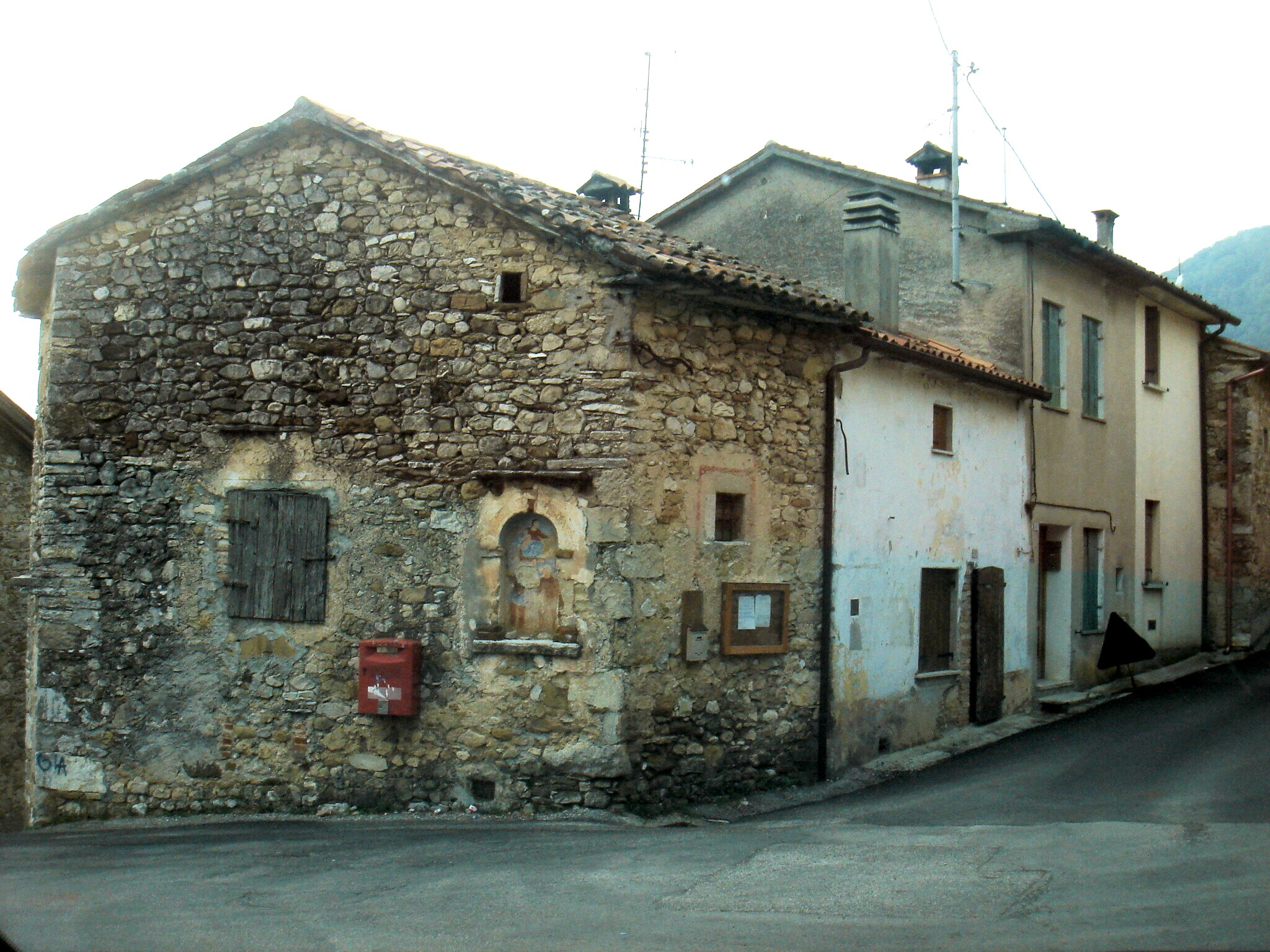
Borgo del centro storico di Gai

## Infrastrutture e trasporti
Cison di Valmarino sorge poco distante (circa 14 km) dal casello di Vittorio Veneto Nord sull'Autostrada A27 d'Alemagna.
Lo scalo ferroviario prossimo è situato anch'esso nel comune di Vittorio Veneto, ed è l'omonima stazione, sulla linea Ponte nelle Alpi-Conegliano.

## Amministrazione

### Altre informazioni amministrative
La denominazione del comune fino al 1867 era Cison.